# Nicetas Pectoratus
Nicetas Pectoratus, también llamado Nicetas Estetatos o Nicetas Stethatos, fue un teólogo bizantino y defensor de la Iglesia ortodoxa del siglo XI de Asia menor. Sus escritos están incluidos en la Filocalia.

## Biografía
Nicetas floreció en el siglo XI y fue monje del Monasterio de Studion (actual Turquía).
Defendió al patriarca Miguel Cerulario contra el papa romano León IX, lo que le valió la refutación del cardenal Humberto de Silva Candida, legado de la Santa Sede en Grecia.
Nicetas se retractó de sus proposiciones y fue admitido en la comunión por la Iglesia romana. Sus escritos fueron quemados en presencia de las autoridades.[cita requerida]
Entre otras obras de Nicetas, se encuentra un tratado del alma, del cual Alacius nos ha conservado un fragmento, un himno en honor a san Nicolás y otro en elogio de Metafraste.

## Obras
- Mystika syngrammata, Tesalónica, 1957.
- Opuscules et lettres, París. Editions du Cerf, 1961.
- Otras